# Draisy
Draisy est un train léger électrique fonctionnant sur batterie destiné au transport de personne. Il est développé par Lohr et la SNCF et devrait entrer en service en 2028.
Draisy pourrait représenter une opportunité de maintenir ouvertes ou rouvrir des petites lignes de desserte fine, souvent cruciales pour la vitalité des territoires ruraux. Parmi les lignes envisagées ou intéressées par une expérimentation de Draisy figurent les lignes Guéret-Felletin (Sud de la Creuse, en service depuis 1882 et qui devrait fermer en août 2025), Sud-Aveyron, Sarreguemines-Bitche-Niederbronn (Grand Est), et une desserte Avignon TGV-Avignon Centre.

## Caractéristiques
Le consortium qui développe le Draisy est composé de Lohr, la SNCF, les PME GCK Battery et Stations-e et l'Institut de recherche technologique Railenium.
Draisy dispose d'une autonomie de 100 km et devrait être capable de se recharger rapidement en gare (en 2 minutes environ). Le train devrait fonctionner exclusivement sur batterie. Sa vitesse maximum est de 100 km/h et son poids nominal est de 20 tonnes.
Il aurait une capacité de 80 places dont 30 assises,,.
Draisy devrait effectuer ses premiers tours de roue sur une piste d'essai d'ici à 2025, puis sera expérimenté sur la ligne Sarralbe-Kalhausen en Moselle à partir de 2026 pour une mise en service commerciale sur le marché français en 2028,.
Ce type de matériel peut être utilisé avantageusement sur les petites lignes peu ou pas électrifiées à faible rentabilité. Ces lignes constituent 1/3 du réseau ferroviaire français et représentent une longueur totale de 9 000 km (dont 5 700 km sont encore exploités). La SNCF a déclaré au sujet de Draisy : « Avec ses 14 mètres (soit l’équivalent d’un bus) et son poids réduit de 20 tonnes, Draisy sera particulièrement adapté aux petites lignes, qui sont aujourd’hui desservies par des autorails X 73500 de 47 tonnes. ».
Grâce à un poids inférieur, la voie est également moins sollicitée, ce qui diminue les coûts de maintenance. Au total, le coût d'exploitation serait 60 % moins onéreux que celui d'un train classique[Quoi ?],.
Le coût de fabrication d'un Draisy n'est pas encore connu mais l'entreprise bénéficie d'un financement dans le cadre de France 2030.
Draisy devrait être produit dans l'usine Lohr de Duppigheim (Bas-Rhin). L'entreprise espère produire 600 unités en 15 ans,.